# フェリザイ郡

フェリザイ郡 / ウロシェヴァツ郡
Rajoni i Ferizajit
Урошевачки округ
Uroševački okrug

フェリザイ郡（フェリザイぐん、アルバニア語:Rajoni i Ferizajit）、またはウロシェヴァツ郡（ウロシェヴァツぐん、セルビア語:Урошевачки округ / Uroševački okrug）は、コソボの郡。郡都はフェリザイ / ウロシェヴァツ。

## 基礎自治体
フェリザイ郡 / ウロシェヴァツ郡には、5つの基礎自治体がある。
- フェリザイ / ウロシェヴァツ
- シュティメ / シュティムリェ
- カチャニク
- シュテルプツァ / シュトルプツェ
- ハニ・イ・エレジト / ジェネラル・ヤンコヴィッチ